# Carlos Hugo von Bourbon-Parma

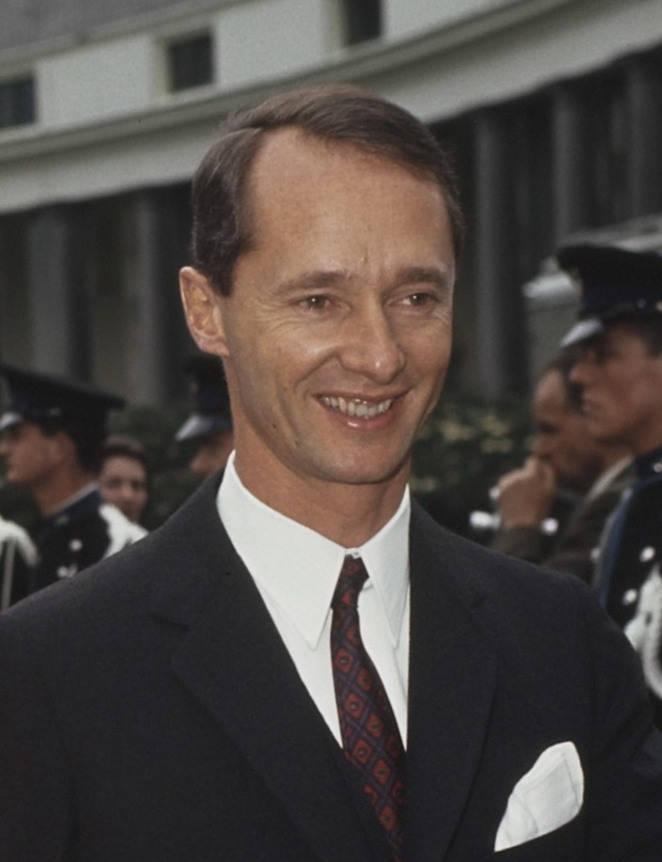
Carlos Hugo von Bourbon-Parma (1968)

Carlos Hugo von Bourbon-Parma (* 8. April 1930 in Paris; † 18. August 2010 in Barcelona), Herzog von Parma, erbte die Ansprüche der carlistischen Gegenkönige der spanischen Bourbonen, verzichtete jedoch nach der faktischen Wiedererrichtung der spanischen Monarchie zugunsten von Juan Carlos I., unter dem 1975 die Monarchie in Spanien wiedererrichtet wurde. Seit 1977 erhebt sein jüngerer Bruder Don Sixto Enrique von Bourbon-Parma (* 1940) Anspruch auf den Titel des carlistischen Thronprätendenten, weil Carlos Hugo durch seine linksgerichtete Politik seine Rechte verloren habe; dabei unterstützte ihn ihre gemeinsame Mutter bis zu ihrem Tode 1984.

## Herkunft und Titel
Carlos Hugo war der älteste Sohn des Herzogs Franz Xaver von Bourbon-Parma (1889–1977) und seiner Gattin Madeleine geb. Prinzessin von Bourbon-Busset (1898–1984), Tochter von Georges de Bourbon-Busset, Graf von Lignières. Getauft wurde er auf den Namen Hugues Xavier Marie Sixte Robert Louis Jean Georges Benoît Michel. 1963 erhielt er den Namen Charles Hugues (spanisch Carlos Hugo, niederländisch Karel Hugo oder Carel Hugo). María Teresa de Borbón-Parma war eines seiner fünf Geschwister.
Carlos Hugo war Träger folgender Titel: Herzog von Parma und Piacenza, ab 1957 Prinz von Asturien, 1961 bis 1963 Herzog von San Jaime, ab 1964 Herzog von Madrid, Träger des Orden vom Goldenen Vlies und als carlistischer Gegenkönig ab 1975 Carlos Hugo I.
Über seinen Vater war Carlos Hugo ein Neffe der letzten österreich-ungarischen Kaiserin Zita von Bourbon-Parma, sowie Cousin ersten Grades sowohl von Otto von Habsburg (1912–2011) als auch des früheren Großherzogs Jean von Luxemburg (1921–2019).
Im Jahr 1971 schenkte Prinz Carlos Hugues de Bourbon das renovierungsbedürftige Schloss Ebenzweier im österreichischen Altmünster an die Gemeinde. Das Schloss befand sich seit 1891 im Eigentum der Familie, nachdem Prinz Don Jayme de Bourbon es erworben hatte.

## Heirat und Nachkommen
Offiziell gab er seine Verlobung mit der niederländischen Prinzessin Irene (* 1939), Tochter der Königin Juliana der Niederlande (1909–2004) und ihres Gatten Prinz Bernhard (1911–2004), am 9. Februar 1964 bekannt. Die Heirat ohne Zustimmung des niederländischen Parlaments löste in den Niederlanden einen Skandal aus. Irene verlor offiziell die Zugehörigkeit zum Königshaus und das Thronfolgerecht.
Die Hochzeit fand am 29. April 1964 in Rom statt (Zelebrant war Kardinal Paolo Giobbe), 1981 wurde sie geschieden. Aus der Ehe gingen vier Kinder hervor:
1. Carlos Xavier Bernardo Sixtus Maria (* 1970), Herzog von Parma, Herzog von Madrid, Prinz von Piacenza, Prinz von Bourbon-Parma. Aus einer Beziehung mit Brigitte Klynstra hat er einen außerehelichen Sohn. Am 7. Oktober 2009 gab Prinz Carlos seine Verlobung mit Annemarie Gualthérie van Weezel (* 1977) bekannt. Sie ist die Tochter von Hans Gualthérie van Weezel, einem niederländischen Politiker und ehemaligen Botschafter, und Ank de Visser. Die standesamtliche Trauung erfolgte am 12. Juni 2010 in Wijk bij Duurstede, Niederlande.[2] Gemeinsam haben sie zwei Töchter und einen Sohn.
  1. Carlos Hugo Roderik Sybren Klynstra (* 1997, Sohn von Brigitte Klynstra)
  2. Luisa Irene Constance Anna Maria (* 10. Mai 2012 in Den Haag)
  3. Cecilia Maria Johanna Beatrix (* 17. Oktober 2013 in Den Haag)
  4. Carlos Enrique Leonard (* 24. April 2016 in Den Haag)[3]
2. Margarita Maria Beatrix (* 1972), Gräfin von Colorno, Prinzessin von Bourbon-Parma. Sie war von 2001 bis 2006 mit Edwin Karel Willem de Roy van Zuydewijn (* 1966) verheiratet. Im Mai 2008 heiratete sie den niederländischen Juristen Tjalling ten Cate. Sie haben die beiden Töchter:
  1. Julia Carolina Catharina ten Cate (* 3. September 2008 in Amsterdam)[4]
  2. Paola Cecilia Laurentien ten Cate (* 25. Februar 2011 in Den Haag)[5]
3. Jaime Bernardo (genannt Jacques) (* 1972), Herzog von San Jaime, Graf von Bardi, Prinz von Bourbon-Parma. Er heiratete am 5. Oktober 2013 in Apeldoorn die gebürtige Ungarin Viktória Cservenyák (* 1982). Gemeinsam haben sie eine Tochter:
  1. Zita Clara Prinzessin von Bourbon-Parma (* 21. Februar 2014 in Amsterdam)
4. Maria Carolina Christina (* 1974), Herzogin von Gernika, Gräfin von Sala, Prinzessin von Bourbon-Parma. Sie heiratete am 16. Juni 2012 in Florenz Albert Brenninkmeijer, dessen Familie C&A gegründet hat. Gemeinsam haben sie eine Tochter:
  1. Alaïa-Maria Irene Cécile Brenninkmeijer (* 20. Mai 2014 in Zürich)[6]

Die Kinder wurden 1996 als Prinzen bzw. Prinzessinnen von Bourbon-Parma (amtlich de Bourbon de Parme) dem niederländischen Adel einverleibt.

## Besitzungen

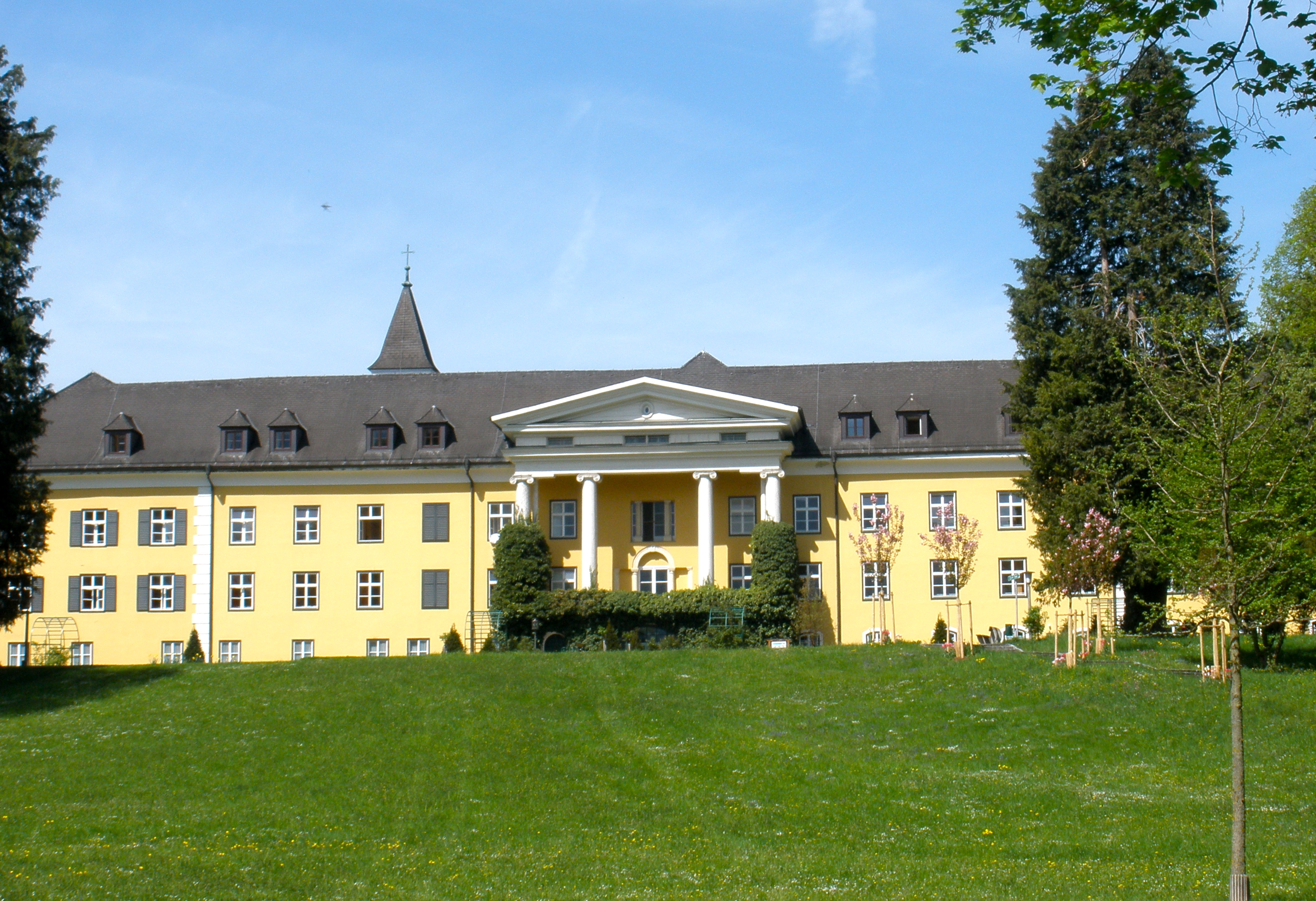
Schloss Ebenzweier (1891–1971)